# Oranje Nassau Groningen
CVV Oranje Nassau (Christelijke Voetbal- en Athletiekvereniging Oranje Nassau) is een amateurvoetbalvereniging uit de stad Groningen in de gelijknamige gemeente en provincie, Nederland.

## Algemeen
De vereniging werd op 30 april 1918 opgericht door een aantal jongemannen in een klein zolderkamertje van een pakhuis achter de A-kerk in Groningen. De thuiswedstrijden worden op "Sportpark Coendersborg" gespeeld.

## Standaardelftal
Het standaardelftal speelde in het seizoen 2021/22 in de Eerste klasse zaterdag van het KNVB-district Noord.
Dit team kwam in vier perioden zeven seizoenen uit in de Hoofdklasse, de hoogst behaalde klasse. In het seizoen 2003/04 en van 2007/08-2009/10 werd in deze klasse op het hoogste amateurniveau gespeeld.

### Competitieresultaten 1948–heden
| 3 4? |

| 2 4B |

| 2 4B |

| 5 4B |

| 2 4C |

| 2 4C |

| 5 4C |

| 2 4C |

| 1 4C |

| 1 4C |

| 1 4C |

| 2 |

| 2 |

| 4 |

| 9 |

| 4 |

| 1 |

| 3 2C |

| 8 2D |

| 3 2D |

| 6 2D |

| 10 2E |

| 10 2E |

| 6 2D |

| 8 2D |

| 10 2D |

| 8 2D |

| 3 2D |

| 2 2D |

| 2 2D |

| 5 2D |

| 5 2E |

| 3 2E |

| 1 2E |

| 6 1B |

| 3 1B |

| 5 1C |

| 2 1C |

| 13 1C |

| 7 1C |

| 7 1A |

| 4 1C |

| 3 1C |

| 9 1C |

| 7 1C |

| 10 1C |

| 12 1C |

| 13 1C |

| 6 2E |

| 8 1E |

| 12 1E |

| 1 1L |

| 3 1E |

| 6 1E |

| 5 1E |

| 1 1E |

| 14 C |

| 2 1E |

| 1 1E |

| 11 C |

| 11 C |

| 14 C |

| 1 1E |

| 12 C |

| 13 C |

| 5 1E |

| 4 1E |

| 5 1E |

| 1 1E |

| 14 B |

| 7 1E |

| 2 1E |

| -- 1E |

| -- 1E |

| 7 1E |

| 4 1F |

| 1J |

2003: de beslissingswedstrijd op 17 mei bij BCV om het klassekampioenschap in zaterdag 1E werd met 3-2 gewonnen van ONS Sneek
| Hoofdklasse | Eerste klasse | Tweede klasse | Derde klasse | Vierde klasse |

### Oranje Nassau in de KNVB Beker
Dit schema laat de resultaten zien van Oranje Nassau tegen profclubs in de KNVB Beker.
| Seizoen | Ronde    | Wedstrijd                      | Uitslag  |
| ------- | -------- | ------------------------------ | -------- |
| 1983/84 | 1e ronde | Oranje Nassau – FC VVV         | 0-1      |
| 1990/91 | 1e ronde | Oranje Nassau – PEC Zwolle '82 | 0-1 n.v. |

### Bekende (oud-)spelers
- Barend Beltman
- Kassim Bizimana

## Vrouwen
Het eerste vrouwenvoetbalelftal speelt sinds het seizoen 2021/22 in de landelijke Hoofdklasse zaterdag.
Vanaf 1984 heeft de club ook een vrouwenafdeling. Nadat na afloop van het seizoen 2000/01 nagenoeg het volledige eerste team van stadgenoot en Hoofdklasser (1995-2001) Velocitas zich liet overschrijven naar Oranje Nassau kende de KNVB daarop Oranje Nassau de Hoofdklasse-licentie, toen nog het hoogste niveau in het Nederlandse vrouwenvoetbal, toe vanaf het seizoen 2001/02. Hierin was de derde plaats in de seizoenen 2001/02 en 2004/05 de hoogst bereikte eindklassering. Bij de invoering van de Topklasse vanaf het seizoen 2011/12 boven de Hoofdklasse bleef ON op het hoogste amateurniveau spelen, intussen wel, na de invoering van de Eredivisie in 2007/08, op het tweede niveau in het vrouwenvoetbal. In het seizoen 2012/13 volgde via de na-competitie degradatie naar de Hoofdklasse, waaruit middels het klassekampioenschap direct weer werd gepromoveerd. In het seizoen 2014/2015 kon degradatie uit de topklasse niet worden voorkomen. Na twee seizoenen in de Hoofdklasse volgde andermaal degradtie en kwamen zowel het eerste- als het tweede elftal beide uit in de Eerste klasse zaterdag. Vanaf 2018/19 komt het eerste elftal weer in de Hoofdklasse uit.

### Erelijst
kampioen Hoofdklasse: 2014
kampioen Eerste klasse: 2018
winnaar KNVB Beker: 2005

### Competitieresultaten 1995–2020
N.B. 1995/96 t/m 2000/01 als Velocitas
| 8 |

| 5 |

| 2 |

| 9 |

| 3 |

| 8 |

| 3 |

| 5 |

| 5 |

| 3 |

| 7 |

| 5 |

| 4 |

| 7 |

| 8 |

| 11 |

| 10 |

| 9 |

| 1 |

| 10 |

| 11 |

| 9 |

| 1 |

| 3 |

| -- |

|  |

| Hoofdklasse (niveau 1) | Hoofdklasse (niveau 2) | Topklasse (niveau 2) | Hoofdklasse (niveau 3) | Eerste klasse (niveau 4) |

### Eredivisie
Vanaf het voetbalseizoen 2007/08 werd de Eredivisie voor vrouwen ingevoerd, bestaande uit ADO Den Haag, AZ Alkmaar, sc Heerenveen, FC Twente, FC Utrecht en Willem II. Om voor een goede doorstroom van talenten te zorgen werd elke club gekoppeld aan een club uit de Hoofdklasse voor vrouwen. Oranje Nassau ging een verbond aan met Heerenveen.

### Bekende (oud-)speelsters
- Céline Agema (?-2015)
- Linda van Beekhuizen (2008-2009)
- Marieke de Boer (jeugd)
- Marloes de Boer (2001-2005)
- Sylvia Smit (2002-2005)

Amicitia VMC · Be Quick 1887 · Blauw Geel '15 · DIO Groningen · DIVA '83 · VV Engelbert · GSAVV Forward · VV GEO · VV Glimmen · VV Gorecht · GRC Groningen · Groen-Geel · VV Groningen · VV Groninger Boys · VV Gruno · GVAV-Rapiditas · VV Haren · VV Helpman · HFC'15 · Italian Boys · Kids United · GSVV The Knickerbockers · FC Lewenborg · Lycurgus · VV Mamio · VV Omlandia · Oosterparkers · Oranje Nassau · PKC '83 · VV Potetos · SC Stadspark · Sv TEO · Velocitas 1897 · VVK · SV Woltersum